# Garifuna
El garifuna és un idioma arawak parlat a la costa atlàntica d'Hondures, Guatemala, Nicaragua i Belize pels garifunes. El garifuna és parlat per gairebé un terç de milió de persones d'ètnia garifuna. Es tracta d'una llengua atípica per dues raons:
- Es parla fora de l'àrea de llengua arawak que es limita a la part nord-americana del Sud,
- Conté un inusualment alt nombre de préstecs lingüístics, tant del carib com un nombre de llengües europees, donant fe d'un passat molt agitat que implica guerra, migració i la colonització.

La llengua havia estat confinada a l'illa antillana de Saint Vincent però a causa de girs del destí els seus parlants van aterrar a la costa d'Hondures on el llenguatge ja s'ha estès al sud de Nicaragua i al nord de Guatemala i Belize. En anys posteriors un gran nombre de garifunes s'han instal·lat en un gran nombre de grans ciutats dels Estats Units.
Des de l'època colonial i fins a la segona meitat del segle xx la llengua era coneguda per les comunitats no garífunes com a carib o carib negre i igñeri.

## Distribució
El garifuna és parlat a Amèrica Central, especialment a Hondures (46.448 individus), però també a Guatemala (3.564 parlants), Belize (6.929 parlants), Nicaragua (3.271 parlants), i als Estats Units, particularment a la ciutat de Nova York, on es parla a Queens, Brooklyn i el Bronx. A final de la dècada del 1980, a causa de l'influx d'emigrants centreamericans, es detectaren parlants de garifuna a Houston.

## Història
Els garinagu (singular garifuna) són una barreja d'africans centre-occidentals, arawaks, i caribs. Encara que eren captius expulsats dels seus llocs d'origen, mai van ser documentats com a esclaus. Les dues teories predominants és que o bé eren els supervivents de dos naufragis registrats, o d'alguna manera es van fer càrrec de la nau que va naufragar. La major part de gent procedent de l'Àfrica centre-occidental va ser traslladada pels britànics des de Saint Vicent a les illes de la Badia d'Hondures en 1796.
Els seus avantpassats lingüístics, els caribs, que van donar el seu nom al Carib, havien viscut a les Antilles Menors, i encara que el seu idioma és extint actualment allí, encara hi ha caribs ètnics vivint a Dominica, Trinitat, Saint Lucia i Saint Vincent. Els caribs havien conquistat la població anterior de les illes, arawaks, taïnos i palikurs. Durant la conquesta, que es va dur a terme principalment pels homes, els caribs es van casar amb dones arawak. Els nens van ser criats per les mares de parla arawak, però a mesura que els nens arribaven a la majoria d'edat els pares els ensenyaven carib, una llengua que encara es parla a la part continental d'Amèrica del Sud.
Quan els missioners europeus descriviren els caribs de les illes al segle xvii, van registrar dos idiomes no relacionats, el carib parlat pels homes i l'arawak parlat per les dones. No obstant això, mentre que els nois adquirien vocabulari carib, després d'algunes generacions conservaven la gramàtica arawak de la seva primera llengua. Així l'iñeri segons es parla pels homes era genèticament una llengua mixta. Durant generacions els homes substituïren menys paraules arawak i moltes paraules caribs foren difoses a les dones, de manera que la quantitat de vocabulari distintivament masculí va disminuir fins que tots dos sexes parlaren arawak en molts casos amb una infusió de vocabulari carib.

## Vocabulari
Una característica interessant d'aquesta llengua és el vocabulari que és usat solament per les dones i el que és utilitzat només pels homes. Això, tanmateix, no afecta tot el vocabulari. Els termes usats pels homes provenen generalment de l'idioma carib mentre que el vocabulari usat per les dones ve de l'idioma arawak. El vocabulari garifuna és compost per:
- 45% Arawak (Igñeri)
- 25% Carib (Kallínagu)
- 15% Francès
- 10% Anglès
- 5% tecnicismes de l'espanyol o de l'anglès

### Comparació amb el Carib
|                    | Carib                            | Garifuna                                |
| Home               | wokyry                           | wügüri                                  |
| Dona               | woryi                            | würi                                    |
| Europeu            | paranakyry (hom del mar, parana) | baranagüle                              |
| Bo                 | iru'pa                           | irufunti (en textos antics, la f era p) |
| Ràbia/odi          | areku                            | yeregu                                  |
| Arma/Fuet          | urapa                            | arabai                                  |
| Jardí              | maina                            | mainabu (en textos antics, maina)       |
| Petit atuell       | kurijara                         | guriara                                 |
| Ocell              | tonoro                           | dunuru (en textos antics, tonolou)      |
| Mosca de casa      | werewere                         | were-were                               |
| Arbre              | wewe                             | wewe                                    |
| Llangardaix/iguana | wajamaka                         | wayamaga                                |
| Estrella           | arukuma                          | waruguma                                |
| Sol                | weju                             | weyu                                    |
| Pluja              | konopo                           | gunubu (en textos antics, konobou)      |
| Vent               | pepeito                          | bebeidi (en textos antics bebeité)      |
| Foc                | wa'to                            | watu                                    |
| Muntanya           | wypy                             | wübü                                    |
| Aigua, riu         | tuna                             | duna (en textos antics tona)            |
| Mar                | parana                           | barana                                  |
| Sorra              | sakau                            | sagoun (en textos antics saccao)        |
| Camí               | oma                              | üma                                     |
| Pedra              | topu                             | dübü                                    |
| Illa               | pa'wu                            | ubouhu (en textos antics, oubao)        |

### Diferències de gènere
Són relativament pocs els exemples de diglòssia que romanen en la parla comuna, on els homes i les dones fan servir diferents paraules per al mateix concepte, com au ~ nugía per al pronom "jo". La majoria d'aquestes paraules són poc freqüents, i sovint reduïdes als homes. Per exemple, hi ha diferents paraules caribs i arawak per a 'home' i 'dona', quatre paraules en total, però en la pràctica el terme genèric mútu és usat pels homes i les dones i per als homes i les dones, amb concordança de gènere gramatical en un verb, adjectiu, o demostratiu distingint si mútu es refereix a un home o una dona (mútu lé, "l'home ", mútu tó, " la dona").
Queda, però, una distinció de diglòssia al gènere gramatical de molts substantius inanimats, amb paraules abstractes que generalment es consideren gramaticalment femenines pels homes i gramaticalment masculines per les dones. Així la paraula wéyu pot significar tant el concret "sol" com l'abstracte "dia"; amb el significat de "dia" la majoria dels homes usen acord femení, almenys en discurs conservador, mentre que les dones usen acord masculí. L'equivalent del pronom impersonal abstracte en frases com "és necessari, cal", també és masculí per a les dones però femenina en el discurs masculí conservador.

## Gramàtica

### Pronoms personals
El garifuna distingeix el gènere gramatical masculí i femení amb pronoms personals:
|            | singular, parlant masculí | singular, parlant femení | plural |
| 1a persona | au                        | nugía                    | wagía  |
| 2a persona | amürü                     | bugía                    | hugía  |
| 3a persona | ligía                     | tugía                    | hagía  |

Les formes au i amürü són d'origen carib, les altres són d'origen arawak.

### Plurals dels noms
La pluralització dels substantius és irregular, es fa mitjançant sufixos. Per exemple:
- isâni "nen" – isâni-gu "nens"
- wügüri "home" – wügüri-ña "homes"
- hiñaru "dona" – hiñáru-ñu "dones"
- itu "germana" – ítu-nu "germanes"

El plural de Garífuna és Garínagu.

### Possessió
La possessió en substantius és expressada per prefixos personals:
- ibágari "vida"
- n-ibágari "la meva vida"
- b-ibágari "La teva vida"
- l-ibágari "la seva vida"
- t-ibágari "la seva vida (d'ella)"
- wa-bágari "La nostra vida"
- h-ibágari "la vostra vida"
- ha-bágari "llur vida"

### Verb
En el verb garifuna, les categories gramaticals temps, aspecte, mode, negació, i persona (tant subjecte com objecte) s'expressen a través d'afixos, en part a través de partícules.
Els paradigmes de conjugació són molt nombrosos.

#### Exemples
La conjugació del verb alîha "llegir" en present continu:
- n-alîha-ña "Jo estic llegint"
- b-alîha-ña "tu estàs llegint"
- l-alîha-ña "ell està llegint"
- t-alîha-ña "ella està llegint"
- wa-lîha-ña "Nosaltres estem llegint"
- h-alîha-ña "Vosaltres esteu llegint"
- ha-lîha-ña "Ells estan llegint"

La conjugació del verb alîha "llegir" en present d'indicatiu:
- alîha-tina "Llegeixo"
- alîha-tibu "Llegeixes"
- alîha-ti "ell llegeix"
- alîha-tu "ella llegeix"
- alîha-tiwa "llegim"
- alîha-tiü "llegiu"
- alîha-tiñu "ells llegeixen"
- alîha-tiña "elles llegeixen"

També hi ha alguns verbs irregulars.

### Numerals
Del "3" endavant els números del garifuna són exclusivament d'origen francès i estan basats en el sistema Vigesimal, com en el francès manté fins al "80":
- 1 = aban
- 2 =biñá, biama, bián
- 3 = ürüwa (< tres)
- 4 = gádürü (< quatre)
- 5 = seingü (< cinc)
- 6 = sisi (< sis)
- 7 = sedü (< set)
- 8 = widü (< vuit)
- 9 = nefu (< nou)
- 10 = dîsi (< deu)
- 11 = ûnsu (< onze)
- 12 = dûsu (< dotze)
- 13 = tareisi (< tretze)
- 14 = katorsu (< catorze)
- 15 = keinsi (< quinze)
- 16 = dîsisi, disisisi (< "setze")
- 17 = dîsedü, disisedü (< disset)
- 18 = dísiwidü (< divuit)
- 19 = dísinefu (< dinou)
- 20 = wein (< vint)
- 30 = darandi (< trenta)
- 40 = biama wein (< 2 X vint → quaranta)
- 50 = dimí san (< "mig cent" → cinquanta)
- 60 = ürüwa wein (< "tres-vint" → seixanta)
- 70 = ürüwa wein dîsi (< "tres-vint-i-deu" → setanta)
- 80 = gádürü wein (< vuitanta)
- 90 = gádürü wein dîsi (< noranta)
- 100 = san (< cent)
- 1,000 = milu (< mil)
- 1,000,000 = míñonu (< engl. milió?)

## Patrimoni de la humanitat
La llengua garífuna, juntament amb la dansa i la música d'aquesta ètnia centreamericana, va ser proclamada el 2001 i inscrita el 2008 en la a la llista Representativa del Patrimoni Cultural Immaterial de la Humanitat de la Unesco.